# Dayton (Montana)
Dayton es un lugar designado por el censo ubicado en el condado de Lake en el estado estadounidense de Montana. En el Censo de 2010 tenía una población de 84 habitantes y una densidad poblacional de 58,65 personas por km².

## Geografía
Dayton se encuentra ubicado en las coordenadas 47°51′50″N 114°16′36″O / 47.86389, -114.27667. Según la Oficina del Censo de los Estados Unidos, Dayton tiene una superficie total de 1.43 km², de la cual 1.42 km² corresponden a tierra firme y (1.08%) 0.02 km² es agua.

## Demografía
Según el censo de 2010, había 84 personas residiendo en Dayton. La densidad de población era de 58,65 hab./km². De los 84 habitantes, Dayton estaba compuesto por el 88.1% blancos, el 0% eran afroamericanos, el 11.9% eran amerindios, el 0% eran asiáticos, el 0% eran isleños del Pacífico, el 0% eran de otras razas y el 0% pertenecían a dos o más razas. Del total de la población el 4.76% eran hispanos o latinos de cualquier raza.